# 二站乡
二站乡，是中华人民共和国黑龙江省黑河市爱辉区下辖的一个乡镇级行政单位。

## 行政区划
二站乡下辖以下地区：
二站村、额雨村、二龙村、东山村、卫星村、三站村、北师河村、卧冬河村、青松山村、青龙山村和根里河村。